# T. Chakrabarty
T. Chakrabarty (1955 - ) es un botánico y profesor indio. Trabaja en el "Botanical Survey of India".

## Algunas publicaciones
- Vasudeva Rao, MK & T. Chakrabarty. 1984. Embelia viridiflora (A.DC.) Scheff. (Myrsinaceae) in the A & N Islands. J. Econ. Tax. Bot. 5: 933- 934
- Chakrabarty T. 1983. Correct Identity of Croton spiciflorus Euphorbiaceae of East Himalaya Asia. J. of Economic and Taxonomic Botany 4, 579-80
- ------------. 1983. Probable Migratory Routes of Croton bonplandianus Euphorbiaceae in Indian Subcontinent. J. of Economic and Taxonomic Botany 4, 621-6

### Libros
- Balakrishnan, N.P.; T. Chakrabarty. 2007. The Family Euphorbiaceae in India: A Synopsis of its Profile, Taxonomy and Bibliography. Ed. Bishen Singh Mahendra Pal Singh. xxii + 500 pp.
- P.K. Hajra, M. Gangopadhyay, T. Chakrabarty. 1998. Plant diversity in the tiger reserves of India. Ed. Botanical Survey of India. 100 pp.

- La abreviatura «Chakrab.» se emplea para indicar a T. Chakrabarty como autoridad en la descripción y clasificación científica de los vegetales.[2]